# Волинська трагедія
Воли́нська траге́дія (у польській історіографії пол. Rzeź wołyńska, «Воли́нська різани́на») — обопільні етнічні чистки конфліктуючого польського та українського населення, здійснені Українською Повстанською Армією, що підпорядковувалися ОУН (б), військовими відділами ОУН (м) стихійними напівкримінальними формуваннями як-от сокирники і зеленівці та польською Армією Крайовою, Батальйонів Хлопських за участю польських батальйонів шуцманшафту (107, 202), радянських партизанів та українського і польського цивільного населення у 1943 році під час Другої світової війни на Волині. Частина польсько-українського протистояння у Другій світовій війні, або, за Володимиром В'ятровичем, «Другої польсько-української війни». У ширшому сенсі, складова багатовікового українсько-польського протистояння на західноукраїнських землях — Волині, Галичині, Холмщині, Підляшші, Надсянні, Лемківщині.
Метою дій українських націоналістів на Волині було насамперед бажання перешкодити майбутнім претензіям польського уряду на ці землі (так, як це сталося після завершення Першої світової війни). Керівництво УПА розглядало польське населення як потенційну опору для Німеччини та СРСР. На початок літа 1943 року сили УПА на Волині становили, за різними даними, від 3 до 5 тисяч бійців, а наприкінці року досягли 8—12 тисяч. За даними документального обліку командира УПА «Клима Савура» (Дмитра Клячківського), на січень-лютий 1944 року УПА налічувала 6920 осіб. Натомість польські партизанські відділи в регіоні нараховували лише 1300 вояків, ще близько 3600 озброєних осіб діяли в базах самооборони. Польська шуц-поліція на службі в нацистів, що брала участь у «пацифікаціях» українських сіл, становила приблизно 2000 осіб, 202-й батальйон шуцманшафту польської «гранатової» поліції, який прибув із Генерального губернаторства, налічував — 360 осіб.
У традиційній польській історіографії тенденційно сприймається як етнічна чистка виключно польського населення; в українській — як «дія у відповідь» на звірства поляків щодо українських цивільних. Цю тему значно більше досліджували польські історики, які займаються нею від часу закінчення Другої світової війни. Для праць польських істориків характерна тенденція перебільшувати польські жертви шляхом зарахування до числа жертв поляків, які сховалися чи втекли від різанини, та применшувати кількість українських жертв, зараховуючи загиблих українців від рук поляків як поляків, що загинули від рук українців, включати до числа польських жертв інших людей частково навіть не польської національності, які загинули за геть інших обставин і які не мали стосунку до Волинської трагедії. Українські історики переважно почали досліджувати цю тему після проголошення Україною незалежності, а активізація досліджень відбулася після Революції гідності, оскільки в 2015 році були розсекречені архіви колишніх репресивних органів СРСР до 1991 року, які зберігалися у фондах на території України.

## Причини

Поляки (рожевий) й українці (жовтий) у Другій Польській Республіці, за даними офіційного польського перепису 1937 року

### Перша світова війна
Ще в ході Першої світової війни, коли після поразки Російської імперії у війні Центральні держави погодили передачу Холмщини та Підляшшя до складу УНР, це викликало лють польських шовіністів та спричинило масове дезертирство Польських легіонів, які воювали в їхньому складі. Зокрема, 15 лютого 1918 року Юзеф Галлер поставив під сумнів підсумки Берестейського мирного договору, які зменшували шанси на створення незалежної Польщі. Разом з 2-ю бригадою польських легіонів та рештою польських вояків він прорвав лінію фронту під Раранчою і приєднався до польських військ у Російській імперії. Він отримав посаду командира новосформованої польської 5-ї Сибірської стрілецької дивізії.
Надалі, зробивши ставку на співпрацю з росіянами й долучившись до створення Польських корпусів у складі Російської імператорської армії, польські вояки відзначилися грабунками й вбивствами українських та білоруських селян на хвилі загальної деградації російської армії й погіршення їхнього забезпечення. Також вони відзначилися в єврейських погромах на цих територіях у 1918 році.

### Загострення відносин у 1920—1930-ті роки

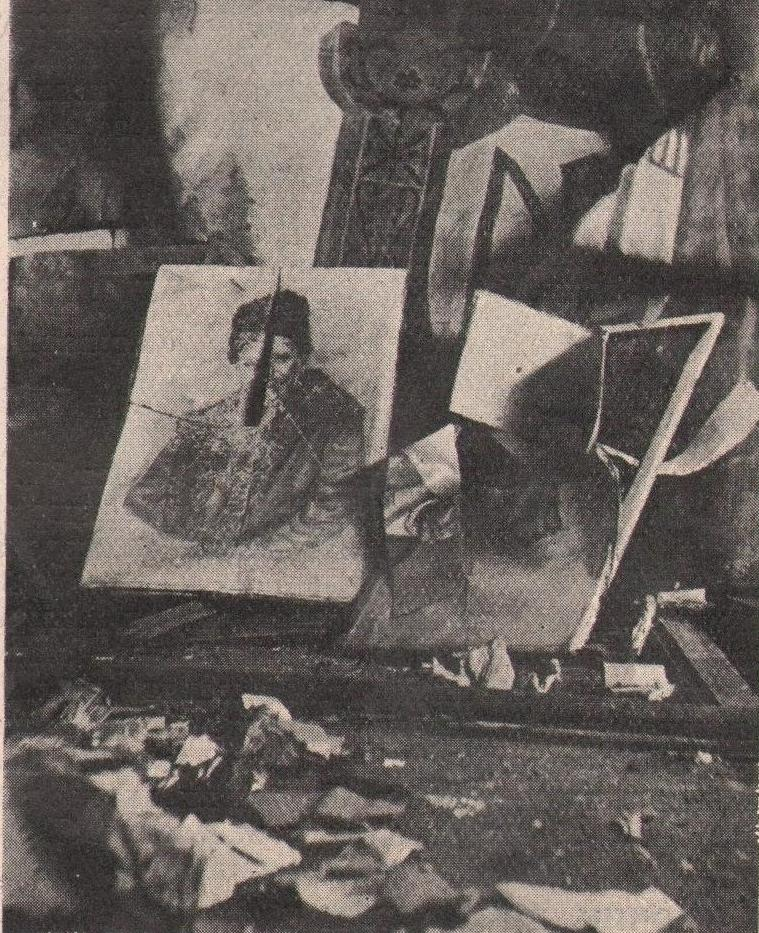
Читальня Просвіти зруйнована під час т. зв. Пацифікації у вересні-жовтні 1930 р. Село Княгиничі, Рогатинського повіту.

Загострення польсько-українського конфлікту в першій половині XX століття було пов'язане з національною ситуацією у Другій Польській Республіці. Паризька мирна конференція 1919 року дозволила Польщі окупувати Галичину, а Ризький мирний договір 1921 року закріпив приєднання Галичини до Польщі всупереч волі українського визвольного руху, який прагнув незалежності.
Нова Польська держава, надто за часів правління Юзефа Пілсудського, набрала форми авторитаризму. Польський уряд розглядав Галичину та Волинь як давні польські землі, тож намагався збільшити тут свій вплив. Для цього відбувалася колонізація (осадництво — переселення поляків на Волинь на землі, що були відібрані в місцевих українців, дискримінаційний розподіл сільськогосподарської землі на користь польських осадників), пацифікація (репресії проти соціально активного українського населення), обмеження українців у правах на освіту та радикальна її полонізація, руйнування українських храмів (особливо на Холмщині). Польський режим Пілсудського створив концентраційний табір Береза-Картузька та Білі Сарни для політичних опонентів. Це спричинило радикалізацію польсько-українських відносин, і зокрема знайшло відповідь у терористичній діяльності ОУН у 1930-х. Кульмінацією стало вбивство українськими націоналістами міністра внутрішніх справ Польщі Броніслава Перацького в 1934 році. ОУН змогла набути чимало прихильників на окупованій Польщею Західній Україні через антиукраїнську шовіністичну політику польської влади.
Історик Ігор Ільюшин знайшов у польських архівах документ про існування урядових планів, метою яких було звільнення «південно-східних кресів» (Волині та Галичини) Польщі від української присутності. Також він знайшов у польських архівах документ щодо плану виселення, а можливо, навіть і часткового фізичного знищення українців на західноукраїнських землях.
Поляки допомагали Угорщині окупувати Карпатську Україну в березні 1939, відправивши в Закарпаття через свій південний кордон диверсійні загони. Бійців «Карпатської Січі» (збройне формування, що захищало край), особливо уродженців Галичини, що потрапили в полон полякам, часто розстрілювали на місці без суду і слідства.
Крах Польщі у вересні 1939 року тимчасово відсунув польське питання в політиці ОУН на другий план. Єдиною перешкодою на шляху до створення незалежної української держави був СРСР, тому поляки з «окупантів» перетворилися на «ворожу» нацменшину.
На початку Другої світової війни розбиті блукаючі частини Війська польського та Корпусу охорони пограниччя (КОП) спорадично нападали на нелояльні до польської влади українські села.

### Ситуація на Волині наприкінці 1942 року

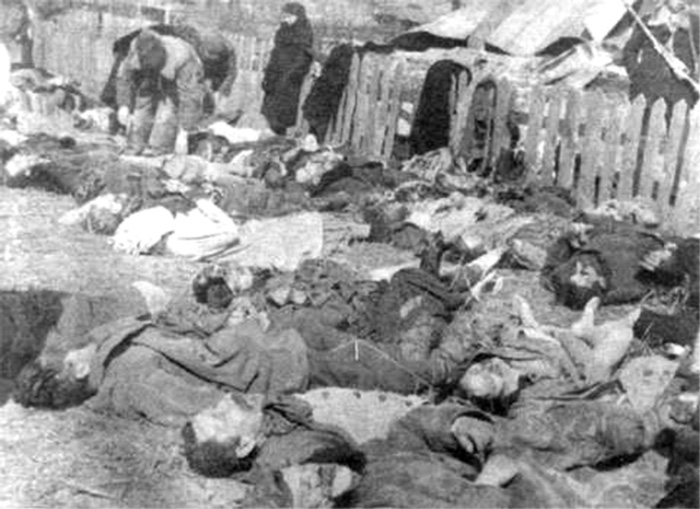
Польські жертви акції УПА в селі Липники на Волині, 1943 р.

На початку Другої світової війни в Західній Україні сформувалися організаційні структури польського підпілля, головною метою якого було відновлення незалежної Польської держави в її довоєнних кордонах. Підпілля підпорядковувалося польському уряду у вигнанні в Лондоні. Однак напередодні німецько-радянської війни в результаті протидії радянських органів держбезпеки, діяльність польського військового підпілля була практично паралізована. Галицька мережа найчисленнішої польської військової організації, Союзу збройної боротьби (Zwiazek Walki Zbrojnej) знищена, основні функціонери заарештовані. Відновлення польського організованого підпілля сталося після захоплення Західної України Німеччиною. Діяльність польських підпільників з їхніми збройними формуваннями була однією з причин створення загонів УПА.
Наприкінці 1942 року Провід ОУН(б) виступав проти масового розвитку партизанського руху, зокрема проти масштабних дій щодо польського населення. Про це є багато свідчень, зокрема звернення керівників ОУН(б) до своїх соратників восени 1942, інструкція провідника ОУН(б) на Волині Дмитра Клячківського (він же «Охрім» або «Клим Савур») 1942 року, рішення конференції ОУН на початку грудня 1942 р. у Львові.
З метою контролю за «дикою партизанкою» на Волинь направили пор. Василя Івахіва. 15 лютого 1943 р. у селі Піддубцях Луцького повіту Івахів провів нараду Волинської ОУН, на якій погоджено збільшити кількість партизанських відділів. Водночас Івахів наказував підвладним, аби ті не афішували своєї діяльності, зокрема заявивши: «Централя переконана у тому, що час для збройного виступу ще не настав».
Одним із найбільш спірних історичних питань цього періоду є етнічні чистки українського населення з боку поляків на Закерзонні (на Холмщині та Люблінщині). Суперечливість полягає в різному трактуванні часу цих подій — чи передували вони акціям на Волині, чи відбулися вже після їхнього початку.

### Безпосередні передумови конфлікту
17—23 лютого 1943 р. у селі Теребежі неподалік Олеська відбулася III Конференція ОУН, на якій виконувача обов'язків провідника ОУН Миколу Лебедя змістили, а його місце зайняв тріумвірат у складі Зиновія Матли, Дмитра Маївського та Романа Шухевича (останній був головним серед них). Як і попередня, ця конференція не стосувалася польського питання.
На цей час всередині ОУН(б) виник поділ на волинян і галичан, чиї погляди на подальшу діяльність були різними. Початок активних дій відбувся без узгодження з Проводом та всупереч постанові конференції. Найімовірніше, рішення Клячківського про початок широкомасштабної партизанської боротьби та ведення антипольської акції було пов'язане з дезертирством кількох тисяч українських поліціантів, що приєдналася до українських партизанів, тим самим збільшивши їхні сили. Точно невідомо, що до цього спричинило, проте є підстави вважати, що це сталося через втручання в ситуацію радянських партизанів. Зокрема, у звіті командира радянської партизанської бригади спеціального призначення полковника Антона Бринського, який був підпорядкований військовій розвідці Червоної армії, написане, що йому вдалося встановити контакти з українськими партизанами й він вирішив штовхнути їх на боротьбу з німцями: «Шляхом провокації мені вдалося довести в чотирьох районах до того, що німці почали арештовувати поліціантів і їх розстрілювати. Тоді поліціанти втекли в ліс […]. Це призвело на Волині до вибуху повстання проти німців». Бринський також визнавав, що радянські партизани розраховували, що дезертири з поліції прийдуть до них, однак ті пішли до УПА.
Крім того, на користь цієї версії свідчить польський рапорт:
| Ліві лапки | … слід […] припускати, що в рядах української поліції діє радянська провокація. Передусім сам вибух повстання не був синхронний із жодними воєнними подіями на сході чи на заході Європи, тому діяльність збунтованої української поліції на Волині мала характер хаотичної й бандитської акції, яка могла спричинитися до анархізації життя на позафронтовій території та принести насамперед користь більшовикам. Бандерівці, як і мельниківці, відповідно до програми ОУН прямували зорганізувати ідейно віддані їм збройні сили [...], але весна 1943 р. не давала жодних підстав припускати, що саме тоді, враховуючи українські інтереси, настав час для збройного виступу. Здається, що радянська провокація використала фермент у рядах ОУН, ненависть членів цієї організації до поляків і вороже ставлення бандерівських чинників до німецьких чинників на Волині та у Східній Малопольщі, прискорюючи, з огляду на політичні та військові радянські інтереси, початок заворушень. | Праві лапки |

## Хроніка подій

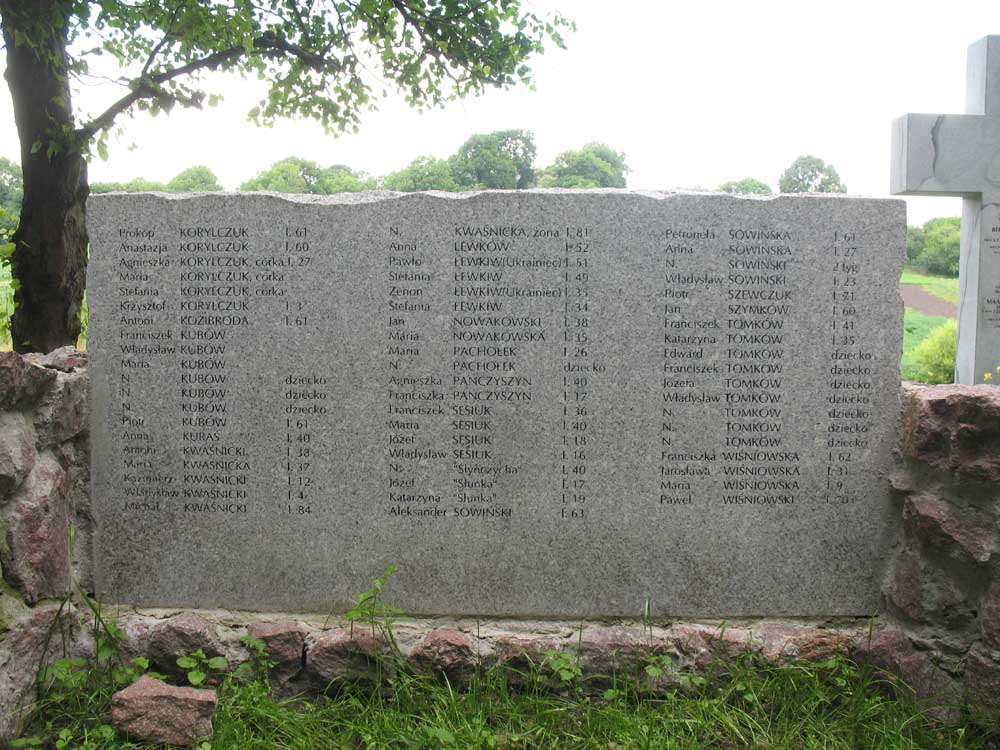
Мала Березовиця, список загиблих поляків

### Дії українців
Після того, як поліціанти-дезертири приєдналися до українських партизанів, Дмитро Клячківський наважився розпочати активні партизанські дії. Насамперед він задумав заволодіти селами, знищивши всі пункти опертя для німців і комуністів. Для цього він вирішив позбутися всіх небажаних елементів, які становили би для партизанки навіть потенційну загрозу. Зокрема, вирішено ліквідувати всіх комуністів, співпрацівників німців, представників інших українських політичних угруповань, які заперечували керівну роль ОУН(б), християн-пацифістів, що не визнавали збройної боротьби, а також поляків, від яких УПА могла очікувати щонайбільше ворожої нейтральності. Отже, перший удар українських партизанів був спрямований проти польських співробітників гітлерівської адміністрації, що працювали в службах охорони лісів і державних маєтків (ліґеншафтів). Поступово вони поширилися також на польську сільську людність, причому як на колоністів міжвоєнного періоду, так і на давніше польське населення.
Досі невідомо, хто саме ініціював перші антипольські акції, але частина українських і польських істориків наводять свідчення про втягнення в дії першими бульбівців. Так, у лютому 1943 акціями в селах Парослі та Яновій Долині безпосередньо керували поручник Василь Івахів («Сонар») та Іван Литвинчук («Дубовий»), проте неясно, чи діяли вони з власної ініціативи, чи з наказу Клячківського. Відомо, що офіційний наказ Клячківського щодо поляків з'явився не пізніше червня 1943, а про Івана Литвинчука Анатолій Кентій написав, що його вважали одним із головних організаторів антипольських акцій на Волині-Поліссі.
Відповідно до досліджень польських істориків, 29—30 червня завдано чергових ударів по деяких польських селах, а 11 липня дійшло до небаченої доти масової акції проти поляків — майже одночасно атаковано понад 100 польських поселень. Історик Володимир В'ятрович вважає, що цифра 100 знищених польських сіл є значно перебільшеною; перебільшена кількість нападів на польські села стала хибним засновком, з якого зроблено також висновок про масштабну антипольську операцію та масштабну скоординовану акцію 11—12 липня 1943 року. За версією В. В'ятровича, УПА станом на 11 липня не володіла такими значними силами, щоб одночасно могла атакувати аж 100 польських поселень усієї Волині, а в польських документах значиться лише кільканадцять атакованих польських населених пунктів 11—12 липня 1943 року тільки південної частини Володимирського повіту.

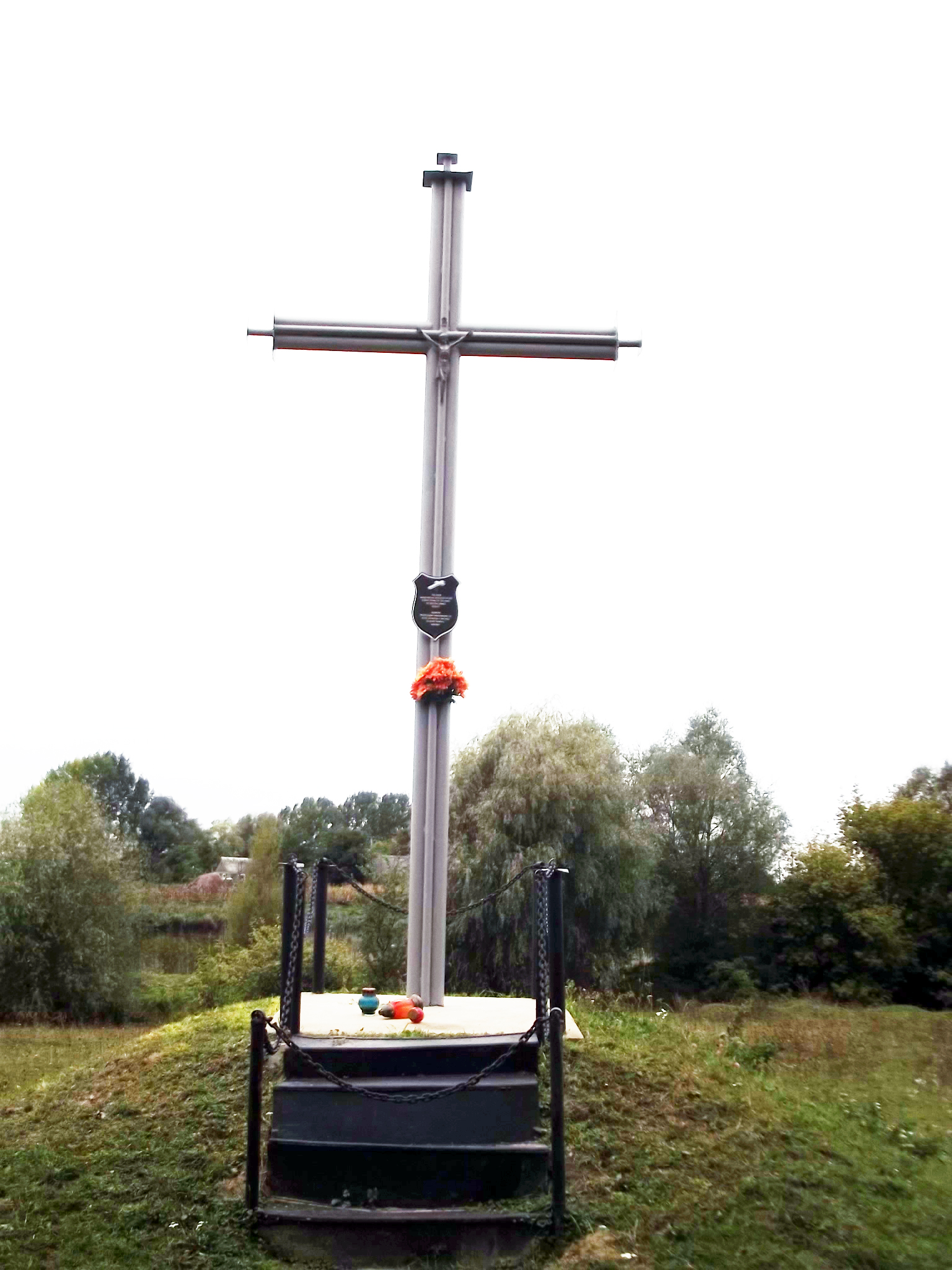
Пам'ятний хрест загиблим полякам в с. Селець Володимирського району

З досліджень Е. і В. Семашків випливає, що в липні — серпні 1943 р. на Волині загинуло більше поляків, ніж упродовж попереднього півріччя. Водночас Клячківський видавав накази про поділ здобутої землі та утворення самоуправ. Географічно акції переміщалися зі сходу на захід (у лютому атаковано Сарненський, Костопільський, Рівненський та Здолбунівський повіти, у червні — Дубенський, Кременецький та Луцький повіти, в липні — Горохівський, Володимирський та Ковельський, а наприкінці серпня — Любомльський повіт).
Дії УПА на Волині були несподіваними, тому дезорієнтували соратників у Галичині, що сприйняли події на Волині без ентузіазму (це підтверджують навіть рапорти польської розвідки). Частина бандерівців уважала цю боротьбу передчасною, яка призводить до непотрібного проливання української крові. ОУНСД вважали спалах насильства з боку як поляків, так і українців, провокованим німецькою адміністрацією та гестапо. Згодом на Волині стало зростати незадоволення поставою Галичини, що не пішла на шлях відкритої боротьби.
Пізніше, на III з'їзді ОУН у серпні 1943 року розбіжності в баченні ситуації волинянами та галичанами виявилися очевидними. Зрештою, з'їзд завершився компромісом: учасники відмовилися від ідеї повстання, але вирішили вести боротьбу з комуністами, що мали надійти, а отже, підготувати відповідні запаси озброєння, харчів та боєприпасів. Крім того, протягом з'їзду відбулася дискусія про УПА, під час якої Микола Лебедь і Михайло Степаняк вважали, що УПА скомпрометувала себе бандитськими діями проти польського населення, оскільки ОУН скомпрометувала себе співробітництвом з німцями. Щоправда, в жовтні 1943 Роман Шухевич, що доти був противником волинської ініціативи, провівши інспекцію на Волині, змінив думку про цю тактику. Це стало причиною того, що антипольські дії згодом проведено на Галичині (щоправда, в пом'якшеній формі з меншою кількістю жертв).
У другій половині 1943 року антипольські акції УПА поступово розповсюджуються на територію дистрикту Галичина. Масову антипольську акцію, яка прокотиться всією територією регіону навесні 1944, попередила хвиля окремих убивств починаючи з середини 1943 року. Вибір жертви спочатку визначав його статус у польській громаді. Акції українських повстанців спершу були спрямовані проти польських посадових осіб і держслужбовців окупаційної адміністрації. Цілком можливо, що при нагоді залагоджувалися різні особисті рахунки. Загальна кількість антипольських акцій УПА: серпень 1943 року — 45, вересень — 61, жовтень — 93, листопад — 309, січень — 466. У лютому ж і березні 1944 року терор прийняв характер масових погромів. Загалом у Галичині від рук УПА загинули від 20 до 30 тис. поляків і ще більш як 300 тисяч збігли у внутрішні райони Генерал-губернаторства.
Слід зазначити, що чимало мирних українців-волинян противилися цим акціям українських націоналістів. Про це свідчить зокрема «Кресова книга справедливих», видана в Польщі Інститутом національної пам'яті. У ній зібрано спогади поляків про українців, які допомагали їм впродовж Другої світової війни й зокрема в часі Волинської трагедії.

### Дії поляків

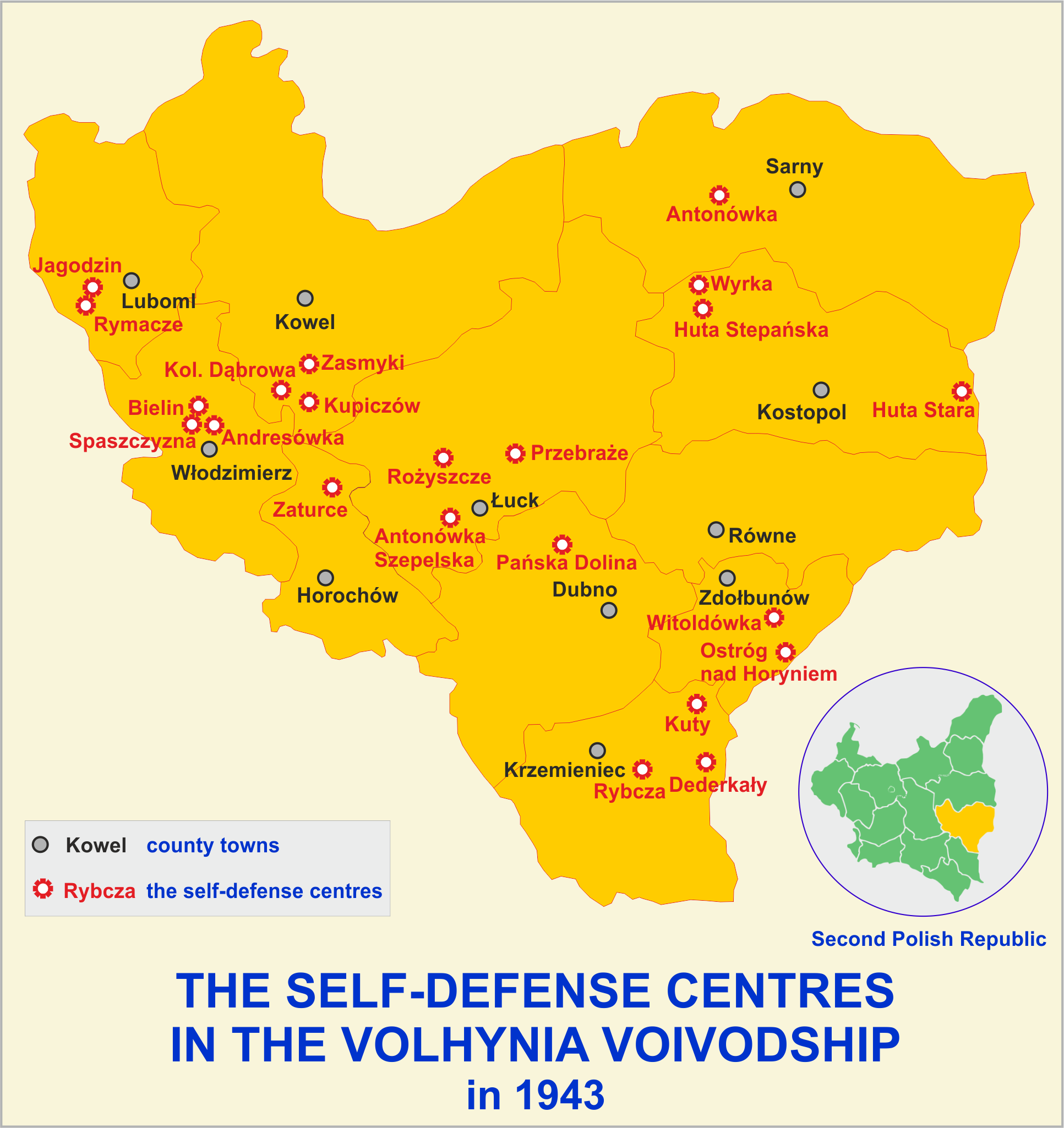
Польські центри самооборони на Волині в 1943 році

Польські дії проти українців активізувалися у відповідь на розширення дій УПА. Найяскравішим прикладом антиукраїнських дій були пацифікаційні акції над українцями, які провадила польська допоміжна поліція, яка перебувала на німецькій службі. Загалом, попри спротив керівництва польського підпілля, до тих підрозділів увійшло близько 1500—2000 осіб. Окрім цього, з Генерального Губернаторства перекинули 202-й поліційний шуцманшафтбатальйон, який складався з поляків, чисельністю 360 осіб. Цей батальйон діяв переважно на теренах Рівненського та Костопільського повітів. На початку 1944 року його розбила Червона армія. У вересні в округу підтягнули також батальйон «шупо» «Остлянд», сформований ще у вересні 1941 року з естонських фольксдойче.
У листопаді 1941 року польські військовики почали здійснювати в Генеральній губернії вбивства українських громадських діячів. Для протидії нападам поляків були створені нечисленні загони української самооборони.
Польська поліція брала участь у численних пацифікаційних акціях в українських селах, про що свідчать багато спогадів із того періоду. У каральних акціях над українцями найчастіше брав участь 202-й шуцманшафтбатальйон. За деякими свідченнями, часто за кожне спалене повстанцями польське село польська поліція знищувала п'ять і деколи навіть більше українських сіл.
Водночас командування Армії Крайової Волинської округи, аби протидіяти УПА, почало створювати власні польські партизанські загони, а також направило офіцерів і рядових бійців кадрового складу АК організовувати в польських поселеннях бази самооборони. Упродовж 1942—1943 р. на території Волині постало кілька десятків таких баз. До найпотужніших з них належали бази в поселеннях Пшебраже (нині с. Гайове Луцького р-ну), Гута Степанська і Стара Гута, Панська Долина, Засмики (нині у складі с. Грушівка Ковельського р-ну), Білин (нині село Володимирського району). З баз самооборони поляки здійснювали напади на українські села.
Почалися каральні акції польських збройних формувань над українським населенням. За спогадами учасників тих акцій, вони стосувалися українських поселень, близьких до знищених польських сіл, оскільки на їх населення падала підозра у співучасті. Напади поляків на українські села почалися задовго до липня 1943 року.
Хоча в наказах польського Проводу підкреслювали, що каральні дії щодо цивільних неприпустимі, проте цих наказів не завжди дотримувалися. Про це свідчить, наприклад, донесення представника уряду у Волинському окрузі Казім'єжа Банаха, який в одному зі своїх рапортів, надісланих до Варшави, звинувачував деякі польські партизанські відділи у сліпому застосуванні терору Дії поляків часто відзначались особливою жорсткістю щодо українського населення.. У січні 1944 р. Армія Крайова сформувала з польських партизанських загонів та колишньої польської поліції 27 волинську піхотну дивізію в кількості 6558 вояків для боротьби з УПА і Вермахтом.
Каральні акції провадили також відділи польської комуністичної партизанки. У звітах про акцію у селі Лахвичах навіть ішлося про «вирізування українського населення».
Наприкінці війни польське підпілля здійснювало напади на українські села з метою реалізації акції «Буря».
У 1944 році польські військові загони здійснили низку нападів на українські села Холмщини. У ніч з 9 на 10 березня 1944 року здійснено напад на українські села Сагринь (вбито понад 800 українців), Турковичі, Шиховичі, Пасіки, Малиці, Стрижовець, Ласків та інші, 26 березня — на село Бересть (вбито понад 200 українців), у квітні — на понад 20 сіл, серед яких Новосілки, Кругле, Телятин, Жулиці.

Радянські військові та місцеві жителі оглядають тіла убитих українців у Верховині після нападу поляків 6 червня 1945 року

Військові формування поляків продовжували нападати на українські села в 1945 році.
Після формального завершення війни, підпільні формування Армії Крайової продовжували вбивства українців Холмщини і Підляшшя у співпраці з міліцією нової соціалістичної влади Польської Народної Республіки.

## Волинська трагедія в історіографії
Польські історики започаткували студії Волинської трагедії. Саме поляки видали величезну кількість спогадів, започаткували роботу над відновленням імен жертв польського населення на Волині, чи не вперше здійснили систематизацію та типологізацію дослідницької бази у сфері Волинської трагедії. У свою чергу, українська історіографія значно пізніше розпочала займатись дослідженнями вказаної тематики, тож вітчизняні історики у власних студіях протягом довгого часу намагались спиратись на напрацювання польських колег, що призвело до побудови концепцій вітчизняними науковцями, шляхом пошуку контраргументів польським вченим.

### Українська історіографія
Одночасно із консолідацією польської думки, протягом останнього десятиліття вітчизняна наука замість продукування навздогінних аргументів, все активніше пропонує власні концепції та інтерпретації волинських подій. Нині офіційні польські формулювання Волинської трагедії підтримуються лише невеликим колом ліберальних істориків.
Серед вітчизняних істориків одним з авторитетних дослідників лишається Володимир Сергійчук. Опонуючи польському колезі Ґжеґожу Мотиці, який стверджує, що відплатні акції на Холмщині в 1943 р. були результатом проведених українськими націоналістами етнічних чисток на Волині того ж року, історик стверджує, що польська спільнота на західноукраїнських землях неодноразово провокувала антиукраїнські акції з боку німецької адміністрації в перші роки війни. Сергійчук вважає за можливе виправдати діяльність українців на Волині, як прагнення корінного етносу до захисту власних прав.
Особливої уваги заслуговує погляд львівського історика Леоніда Зашкільняка, що вбачає причини ескалації українсько-польських відносин в роки Другої світової війни у взаємних звинуваченнях поляків та українців у пособництві окупантам, натомість рішення ОУН про зачистку українських територій від поляків стало останньою краплею, що спричинила взаємні винищення цивільного населення.
Натомість інший український історик Ярослав Дашкевич переконаний, що загострення ситуації на Волині зумовлено небажанням польського еміграційного уряду йти на поступки українському населенню, відмовитись від реалізації проєкту Великої Речі Посполитої. Він наголошує на тому, що конфлікт на західноукраїнських землях насправді був. Це було повстання українського населення проти трьох окупантів. Значні цивільні жертви були наслідком не спрямованих дій керівництва ОУН та УПА, а стихійного характеру цього повстання.
Заслуговує на увагу монографія Володимира В'ятровича «Друга польсько-українська війна. 1942—1947». Історик робить спробу поглянути на українсько-польські відносини у більш широкій хронологічній перспективі, вказуючи на те, що напруження в українсько-польських відносин середини 40-х років насправді було не обмеженою хронологічно акцією, а частиною ширшого українсько-польського протистояння. Проте польські колеги вважають дану концепцію неприйнятною, не визнаючи правомірність існування українського визвольного руху.
Думку В'ятровича поділяє Леонід Зашкільняк, проте із зауваженням, що перший опускає з поля зору період з 1939 по 1941 рр., що є надзвичайно важливим для розуміння глибинних причин наростання напруження українсько-польських відносин.
На думку низки українських істориків, напади на польські селища здійснювали і спецпідрозділи НКВС, одягнені як бійці УПА, головним чином з метою знищення польського підпілля, змушуючи поляків шукати контакти з червоними партизанами, стимулюючи співпрацю з радянською владою, а також ініціюючи напади на українські села, які особливо підтримували УПА або служили їх базами[]. Серед цих підрозділів були ті, в рядах яких входили колишні бійці УПА, які працювали на НКВД. 30 листопада 2007 Служба безпеки України (СБУ) опублікувала архіви про те, що в Західній Україні діяли до 1954 року діяло близько 150 таких спеціальних груп, загальною чисельністю в 1800 чоловік.
Ряд матеріалів про Волинську трагедію, зокрема — свідчення вижилих свідків опублікували кандидат історичних наук Пусько Іван Антонович (1938 року народження) з Луцька (під псевдонімом «Іван Пущук»), історик-краєзнавець і медик Денищук Олександр Сергійович (1948 року народження) з Рівного, а також Ярослав Царук (1934—2021) з Володимира-Волинського, доктор історичних наук Горний Михайло Михайлович з Чернівців, доктор історичних наук Антонюк Ярослав Миколайович та журналіст Ольховський Іван Андрійович.
Ширший аналіз та історію українсько-польських відносин нового й новітнього часу описує Богдан Гудь, зокрема «Загибель Аркадії», «Українсько-польські конфлікти новітньої доби», «Ukraińcy i Polacy na Naddnieprzu, Wołyniu i w Galicji Wschodniej w XIX i pierwszej połowie XX wieku» та ін.

### Польська історіографія
Польські історики звели дослідження Волинської трагедії на кардинально новий рівень. Науковці сусідньої країни створили надзвичайно сприятливі умови для перетворення мнемоісторії на справді міжгалузеву дисципліну, підготувавши ґрунтовний базис для подальшої розробки подібних питань. Натомість українські історики, попри розвиток вітчизняних студій Волинської трагедії, в дослідженнях історичної пам'яті, вдаються винятково до редукції історичного фактора, нехтують іншими аспектами мнемоісторичних досліджень.
Початком антиукраїнських польських акцій на Холмщині польські історики здебільшого вважають 1942 — початок 1943 років. Польські історики виправдовують масові вбивства українців польськими військовими загонами на Холмщині, називаючи їх відплатою за колабораціонізм і дії українського підпілля.
У польській історіографії виділяють чотири панівні тенденції, що загалом окреслюють основні напрямки в інтерпретації Волинської трагедії. Ці чотири напрямки за Г. Мотикою виділяють такі.
- Традиціоналістична історіографія (Владислав і Ева Семашки, Владислав Філяр, Ґжеґож Мазур, Юзеф Туровський) репрезентована переважно членами т. зв. «кресових товариств». Традиціоналісти трактують Волинську трагедію як етнічну чистку, що була здійснена українськими націоналістами супроти польської національної меншини. Вони вимагають засудження дій українських націоналістів під час Другої світової війни як злочинних[96].
- Ревізіоністична історіографія (Ґжеґож Мотика, Рішард Тожецький і Тадеуш Ольшанський) репрезентована відносно молодим поколінням польських істориків, що намагаються опонувати історикам-традиціоналістам. Ревізіоністи намагаються більш об'єктивно та стримано підходити до оцінок Волинської трагедії, вводячи в науковий обіг нові матеріали з розсекречених архівів спецслужб, сповнюючи студії Волинської трагедії все новим фактичним матеріалом[94]. В останні роки Ґжеґож Мотика все більше схиляється до традиціоналістичної інтерпретації Волинської трагедії[97].
- Клерикальна історіографія (Леон Попек, Володимир Осадчий (польський історик), ксьондз Юзеф Марецький, за сумісництвом — працівник відділу Інституту національної пам'яті у Кракові, ксьондз Тадеуш Ісакович-Залеський з Кракова, та ряд інших, переважно — з Любліна, Кракова, Варшави) наполягає на тому, що дії ОУН і УПА проти поляків мали не тільки суто націоналістичний, але і релігійний, антикатолицький характер з боку православних або греко-католицьких учасників націоналістичного підпілля Волині та Галичини. Зокрема, автор дисертації про Луцьку дієцезію, історик Леон Попек з Любліну твердить про міжконфесійний характер Волинської трагедії.[98]. Подібну точку зору тиражує і римо-католицький двомовний часопис «Волання з Волині/Wołanie z Wołynia», а також існуюче при ньому видавництво, котре видає книги відповідного змісту.[99].
- Польські історики українського походження (Роман Дрозд, Микола Сивіцький) послідовно наполягають на тому, що Волинська трагедія зумовлена дискримінаційною політикою, що її проводив уряд Другої Речі Посполитої[100].
- Позанауковий прокомуністичний напрямок (Віктор Поліщук, Едвард Прус, Вадим Колєсніченко, Дмитро Табачнік). Представники цього напрямку, котрі афільовані з комуністичними або соціалістичними організаціями, намагаються довести, що українці цілеспрямовано знищували поляків на Волині. Для історіописання цього напрямку характерне пряме запозичення «антибандерівських» матеріалів комуністичної публіцистики Радянської України та Польської Народної Республіки, а також маніпулювання матеріалами з метою викриття т. зв. «свавіль» українських націоналістів[88].[101].

В. В'ятрович стверджує, що «польська концепція зумисне розглядає Волинь і 1943 рік окремо від решти подій».

## Наслідки
Кількість жертв, яку називають дослідники, сильно варіюється. За польськими підрахунками, під час цієї трагедії з польського боку загинуло щонайменше 36 543 — 36 750 осіб (головним чином — польські селяни), з яких понад 19 тисяч — із встановленими прізвищами, а з українського боку — до кількох тисяч осіб. Деякі польські історики називають у два-три рази більше число загиблих поляків. Зокрема польські історики Ева та Владислав Семашко та Ґжеґож Мотика, повторюючи дані істориків Семашків, вказують на кількість 100 тисяч польських жертв на всіх територіях протистояння, включаючи Волинь, хоча в працях істориків Семашків часто зустрічаються фальсифікації, пов'язані з перебільшенням кількості польських жертв та заниженням кількості українських жертв. Крім того, число загиблих поляків піддавалось і продовжує піддаватись маніпуляціям з боку польських істориків та політиків. Раніше навіть називали цифри 500 тисяч та 200 тисяч вбитих поляків, хоча, відповідно до оцінок польського підпілля в 1944 році, на Волині загинуло 15 тисяч поляків. За радянськими оцінками, вони становили 20 тисяч убитими Пізніше ці цифри в оцінках різних польських істориків та політиків значно зросли. Кількість загиблих українців на всіх територіях українсько-польського конфлікту, включаючи Волинь, за деякими підрахунками сягає 21—24 тис. осіб.
Польські історики, як правило, використовують у своїх працях кількість польських жертв, яка визначена польськими дослідниками Владиславом і Евою Семашками на основі розповідей поляків, які були свідками різанини та самі безпосередньо брали участь у різанині українського населення в різних польських військових формуваннях, в тому числі 27-ї дивізії АК. Однак розповіді українських свідків різанини та українські документи Семашки проігнорували у своєму досліджені. Не підтверджується дослідженнями українських істориків обчислена польськими істориками Семашками кількість загиблих поляків в конкретних населених пунктах Волині. Водночас встановлено, що, відповідно до альтернативних розрахунків, історики Семашки як мінімум удвічі завищили кількість польських жертв і використовують в тричі занижену істориком Туровським кількість українських жертв Польський історик Ґжеґож Мотика раніше писав, що від рук поляків загинуло 15—20 тисяч українців.. А у своїй книзі з назвою «Від волинської різанини до операції „Вісла“. Польсько-український конфлікт 1943—1947 рр.» він заявляє, що «у світлі найновіших даних» він схильний зменшити кількість вбитих українців від рук поляків до кількості від 10—11 до 15 тисяч. Однак цих жодних «найновіших даних», на основі яких він зменшив кількість українських жертв, він не представив у своїй книзі. Ґжеґож Мотика, як і історики Семашки, у своїх працях не враховують кількість українців, вбитих польською допоміжною поліцією, але водночас вони враховують кількість поляків, вбитих українською допоміжною поліцією. Раніше також Ґжеґож Мотика визнавав, що чеське та українське село Малин знищила польська поліція на службі в німців. А вже пізніше у своїй книзі він стверджує, що в «пацифікації Малина, в результаті якої загинули понад шістсот осіб, переважно чехів, польська поліція або взагалі не брала участь, або її участь була мінімальною».. Для ілюстрації Волинської різанини поляки часто використовують знімки українських жертв від рук польських військових формувань та фотографії з фальшивими підписами, які не мають стосунку до вбивств поляків загонами УПА, зокрема фотографії вбитих дітей циганки Маріанни Долінської, яка, перебуваючи в стані божевілля, їх сама вбила у ніч з 11 на 12 грудня 1923 року.
В оцінці Волинської різанини польські історики та політики застосовують подвійні стандарти: масове вбивство мирного польського населення вони називають етнічними чистками, геноцидом та «людобойством», а масове вбивство українського населення за етнічною ознакою вони називають — польськими «відплатними акціями» та військовими злочинами,
 що, зокрема, суперечить визначенню терміну «геноцид». Поляки часто здійснювали ці свої «відплатні акції» на українських селах Закерзоння, які знаходились за десятки та сотні кілометрів від волинських польських сіл, які піддавались нападам ОУН-УПА. Польські історики та політики не пояснюють, яким чином завинили українські села Закерзоння, яким «відплачували поляки», за напади ОУН-УПА на польські села Волині. Деякі польські історики вживають термін «превентивні акції відплати» щодо польських нападів на українські села, які поляки вчинили першими, що є оксюмороном. В українських історичних джерелах також зустрічаються відплатні акції українців над поляками: напади українців на польські села пояснюються як відплатні акції за попередні напади поляків на українські села.. Українські історики не погоджуються з позицією польських істориків і вважають, що вбивства українського населення треба оцінювати такими самими критеріями як вбивства польського населення Вони також вважають, що антипольські акції ОУН і УПА не можна називати геноцидом, оскільки геноцид здійснює держава, а ОУН і УПА не були державними структурами якоїсь держави. Масова загибель цивільного населення європейських колоністів під час дуже жорстоких антиколоніальних війн народів Азії та Африки не кваліфікуються як геноцид у міжнародному праві.
За українськими дослідженнями, лише на території одного Володимирського району поляки вбили майже 1500 цивільних українців. На території Рівненської області виявлено понад 10 тисяч жертв від рук польських комуністичних, шовіністичних, колаборантських формувань та польської самооборони, а кількість встановлених злочинів, скоєних поляками, вже перевищила 1500.
За підрахунками Степана Макарчука, загальні втрати серед цивільного українського населення Волині під час Другої світової війни склали бл. 120 тис. осіб (Це без втрат убитих на фронті 70 тис. та убитих в ході радянських каральних акцій проти повстанців та підпільників УПА — 45 тис. осіб.) Водночас, на думку Макарчука, скільки з цих 120 тис. осіб загинули від рук поляків визначити важко, оскільки більшість злочинів у радянські часи «списували» на німців, зокрема й масові вбивства українців, здійснені польськими колаборантами у формуваннях допоміжної поліції.
Головним політичним наслідком подій на Волині стали так званий «українсько-польський обмін населенням», здійснений протягом 1944—1946 років, та операція «Вісла» (1947). У рамках цих акцій польський комуністичний уряд за участі Червоної Армії спершу депортував частину українського населення Лемківщини, Посяння, Підляшшя і Холмщини на територію СРСР, а згодом тих, хто відмовився покидати свої оселі, насильно виселили на західні території Польщі. Водночас рештки польського населення Волині та Галичини також виселили на територію Польщі.

## Вплив

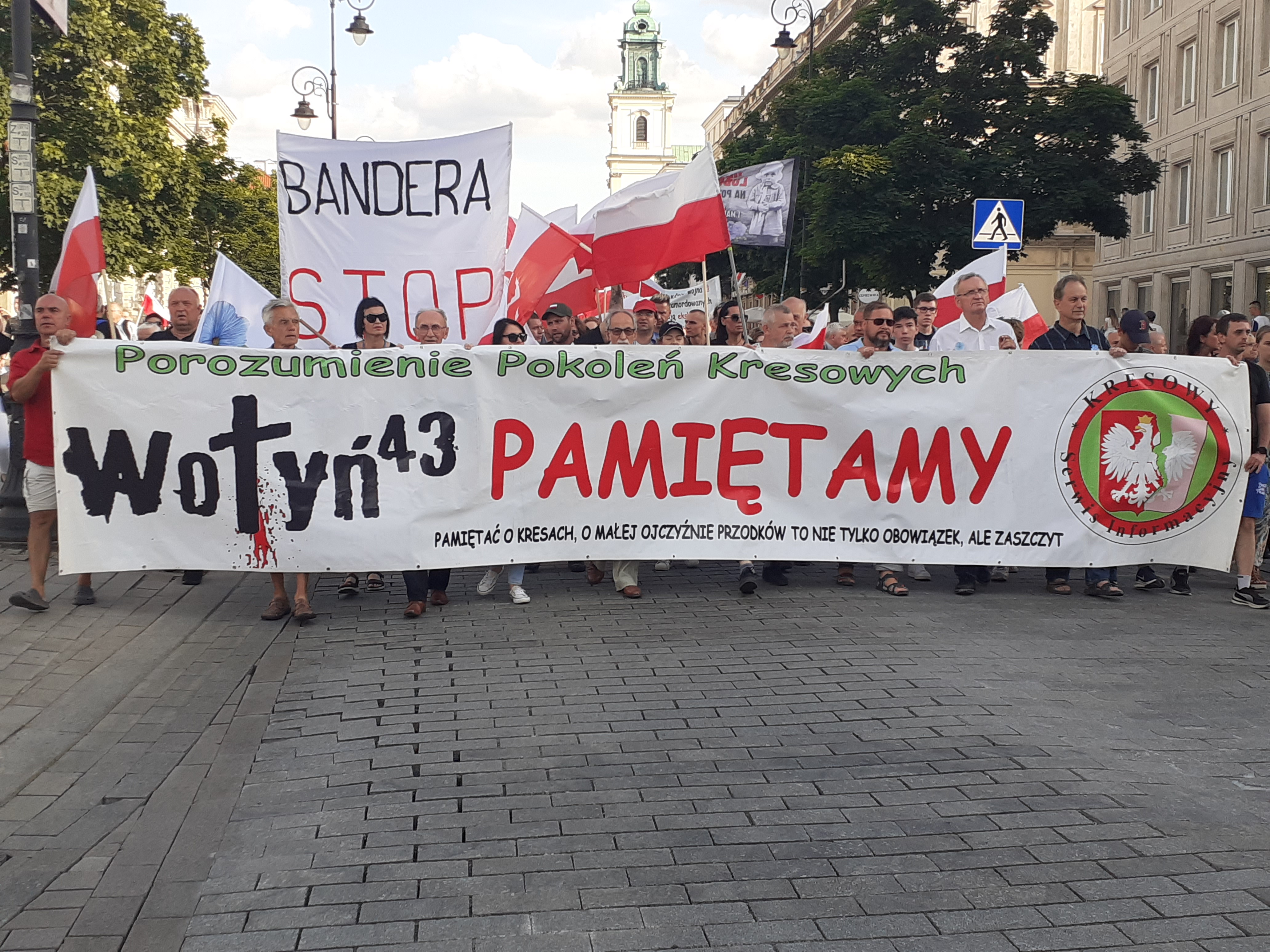

5 липня 2013 року до Сейму республіки Польщі звернулися 148 народних депутатів України — 118 регіоналів, 23 комуністи та декілька позафракційних — з проханням визнати Волинську трагедію геноцидом польського народу. Цю заяву, оцінену як безпрецедентну, підписали напередодні 70-річчя вшанування жертв українсько-польського протистояння у 1943—1944 років. Президент України Леонід Кравчук назвав регіоналів, які закликали польський Сейм визнати події на Волині геноцидом, «зрадниками українського народу».
12 липня 2013 року міністр закордонних справ Польщі Радослав Сікорський, виступаючи перед Сеймом, просив не загострювати позицію (вважаючи її геноцидом) щодо Волинської трагедії; Сейм не підтримав проєкт визнання події геноцидом. (212 — за, 222 — проти, 3 — утримались).
17 грудня 2014 року, під час виступу у Варшаві перед обома палатами польського парламенту та за присутності польського Президента Броніслава Коморовського, прем'єр-міністра Польщі Еви Копач та членів Уряду Польщі, Президент України Петро Порошенко попросив у поляків пробачення за Волинську трагедію.
Наприкінці жовтня 2015 відомий польський історик Ян Жарин, який незадовго перед цим став сенатором від партії «Право і справедливість» (відомий, зокрема, тим, що фактично назвав Львів необхідним для польського народу містом) заявив, що «українці не стануть повноцінною нацією без усвідомлення того, що Волинська трагедія була геноцидом польського народу», що Україна не зможе інтегруватися в європейський культурний простір, якщо прославлятиме і шануватиме ОУН-УПА.

На початку червня 2016 року відомі українці, в тому числі Президенти України Л. Кравчук, В. Ющенко звернулись з відкритим Зверненням до проводу Польської держави та всього суспільства. На початку липня польська еліта написала лист-відповідь на це звернення українців: лист під назвою «Брати українці», який оприлюднили у польській пресі, підписали сорок авторитетних представників польського народу, зокрема, три експрезиденти: Лех Валенса, Александер Кваснєвський і Броніслав Коморовський, багато польських політичних, громадських та культурних діячів і журналістів. Зокрема, у ньому є такі рядки: 
…нас тішить Ваш лист зі знаменними словами «пробачаємо та просимо про вибачення», у якому не ухиляєтеся від відповідальності за кривди, завдані полякам у сорокових роках минулого століття. Ми також віддаємо честь жертвам братовбивчих польсько-українських конфліктів. Дякуємо за Ваш лист та просимо пробачити кривди, заподіяні нашим братам-українцям польськими руками 
6 липня 2016 року Сенат Республіки Польща прийняв «Проект ухвали щодо вшанування громадян Другої Речі Посполитої — жертв убивств українських націоналістів у 1939—1945 роках». У ньому, зокрема, вказано, що: загальна кількість жертв — 100 та кілька десятків тисяч осіб, якими ставали також євреї, чехи, вірмени, українці; Сенат віддає найвищу шану воякам Армії крайової, кресових самооборон, Батальйонів селянських (хлопських) та іншим формаціям, які протидіяли різні; висловлює повагу і вдячність тим українцям, які, наражаючись на небезпеку, рятували поляків та пропонує встановити для них спеціальні відзнаки. 7 липня маршалок Сенату Станіслав Карчевський скерував проєкт ухвали до законодавчої комісії (голова Станіслав Гогач), яка на засіданні 7 липня врахувала поправки і схвалила проєкт, який скерувала для затвердження Сенатом.
Увечері 7 липня 2016 року Сенат прийняв ухвалу (за — 60, 23 проти, 1 утримався) щодо Волинської трагедії. У резолюції сенатори закликали польський Сейм визначити 11 липня «Національним днем пам'яті жертв геноциду, скоєного українськими націоналістами проти громадян Другої Речі Посполитої».
8 липня 2016 року, згідно з повідомленням пресслужби Президента України, «Президент Петро Порошенко разом з українською делегацією за участю представників Адміністрації Президента України, посла України в Республіці Польща Андрія Дещиці та народного депутата Надії Савченко вшанували пам'ять жертв, поклали квіти до пам'ятника жертвам Волинської трагедії у Варшаві». Порошенко поклав вінок, ставши на коліно, що оцінили в польському суспільстві. Однак в українському суспільстві цей вчинок викликав й негативну реакцію. Зокрема, лідер Радикальної партії Олег Ляшко вважав, що Президент вкотре принизив український народ на міжнародній арені. Також О. Ляшко, разом із народним депутатом Віктором Вовком, зареєстрували у парламенті проєкт Постанови «Про заяву ВР у зв'язку з намірами Сенату і Сейму Республіки». У ній вони «пропонують Верховній Раді рішуче засудити „односторонні дії Сенату та Сейму Республіки Польща, спрямовані на перегляд позитивних результатів співпраці, які були досягнуті під час конструктивного українсько-польського діалогу за останні десятиліття“, посилаючись на те, що Україна та Республіка Польща вже дали спільну об'єктивну оцінку історичним подіям, зокрема на Волині, у погоджених обома сторонами документах».
11 липня 2016 року, в програмі Міхала Рахоня (пол. Michał Rachoń) «Minęła 20» на телеканалі «TVP Info» міністр оборони Польщі Антоній Мацеревич назвав події, пов'язані з Волинською трагедією, «безсумнівним злочином геноциду» (пол. zbrodnia  ludobójstwa), а Росію — винною у Волинській трагедії, бо вони (більшовики) «використовували частину українських націоналістів для організації геноциду». Також міністр ствердив, що польське суспільство також винне в тому, що про ті події не говорили правди, а підтримка розбудови Незалежності України на основі правди — це інтерес Польщі Відомості про інтерв'ю А. Мацеревича в українських ЗМІ з'явилися 12 липня 2016 року.
Данило Яневський вважає, що поляки повинні чітко вказати, про яку з відомих Повстанських армій йде мова (Тараса Бульби, Сергія Качинського, Василя Івахіва (з травня 1943 — ВО «Заграва») — Дмитра Клячківського, який називав свої загони Українська Повстанча Армія). Також стверджує, що С. Бандера вказував на самочинність переходу до повстанських форм боротьби Волинської крайової ОУН. За спогадами керівника УПА Поліська Січ Тараса Бульби-Боровця загони УПА, що підпорядковувалися ОУН (б) вимагали від їхніх загонів «Очистити всю повстанську територію від польського населення, яке всюди шкодить українській справі». На що Боровець відповів: «Принцип колективної та родинної відповідальности можуть стосувати тільки варвари, а не культурна армія».
Ярослав Дашкевич говорив: «Український терор 1942—1944 років щодо польського населення Західної України заслуговує на суворе і беззастережне засудження».
Головним ініціатором розгляду питання в Сеймі був голова депутатської групи Сейму Польща — Україна Міхал Дворчик. 22 липня 2016 Сейм проголосував за те, щоб визнати події «геноцидом» (підтримали 432 депутати сейму з 460), а 11 липня вважатимуть «Національним днем пам'яті жертв геноциду, здійсненого українськими націоналістами проти поляків». Президент України П. Порошенко висловив жаль з цього приводу.

Посол України у Польщі Андрій Дещиця: 
Надзвичайно прикро, що частина польських політиків, приймаючи постанову про вшанування жертв Волині, так і не врахувала неодноразових звернень та пропозицій української сторони щодо спільної оцінки нашої спільної трагічної історії
.
Резолюція Сейму викликала багато емоцій в Україні Комітет Верховної Ради у закордонних справах вважає, що це — некоректна оцінка подій на Волині, яка є антиукраїнською, також «перекреслює весь конструктивний політичний і дипломатичний доробок та зусилля двох держав і народів, спрямовані на взаємне прощення та примирення». В'ятрович вважає, що «волинська постанова» Сейму є «висловленням жалю за втраченими територіями», також, що «в роки Другої світової значно більше поляків, у тому числі із т. зв. „кресів“, загинули від рук нацистів і комуністів, але жодних резолюцій щодо визнання цих убивств геноцидом польський парламент не розглядав».
8 вересня 2016 року, Комітет Верховної Ради України у закордонних справах на своєму засіданні одноголосно ухвалив рішення рекомендувати Верховній Раді Україні прийняти проєкт постанови № 5095 заяви-відповіді Польщі щодо Волинської трагедії за основу та в цілому.
Голова ОУН Богдан Червак вважає, що резолюція Сейму — це виклик для України.
Ірина Фаріон назвала ухвалу сейму 11 липня дикунською.
Голова УІНП Володимир В'ятрович вважає, що, імовірно, найдостовірнішими є дані істориків, які говорять, що в польсько-українському конфлікті вбито близько 16 000 українців і близько 30 000—40 000 поляків, а дані про 100 000 загиблих поляків і 5000 — українців, які навів Президент Польщі Анджей Дуда, «абсолютно необґрунтовані жодними історичними чи демографічними дослідженнями».
19 травня 2023 року речник міністерства закордонних справ Польщі Лукаш Ясіна в інтерв'ю порталу Onet заявив, що з боку Президента України «бракує розуміння» важливості теми Волині для поляків" та він має «взяти на себе більше відповідальності».
11 липня 2023 року Сейм Польщі ухвалив резолюцію про вшанування пам'яті жертв Волинської трагедії, у якій зазначено, що польсько-українське примирення має включати «визнання провини».

## Фільми
- Століття Якова (мінісеріал) (Україна, 2016)
- Волинь (фільм) (Польща, 2016)
- Чорна смуга — український фільм 2016 року
- «ЛУКАВЕ ЛЮДОБУЙСТВО» (документальний фільм) (Україна, 2018)

## Вшанування
У 2003 році Президент України Леонід Кучма та Президент Польщі Александр Квасневський спільно вшанували пам'ять жертв трагедії.
У 2017 році в Національному парку пам'яті в Торуні звели еклектичний пам'ятник польським жертвам трагедії.
У липні 2023 року Президент Польщі Анджей Дуда та Президент України Володимир Зеленський спільно вшанували пам'ять жертв у Луцьку.

Пам'ятники
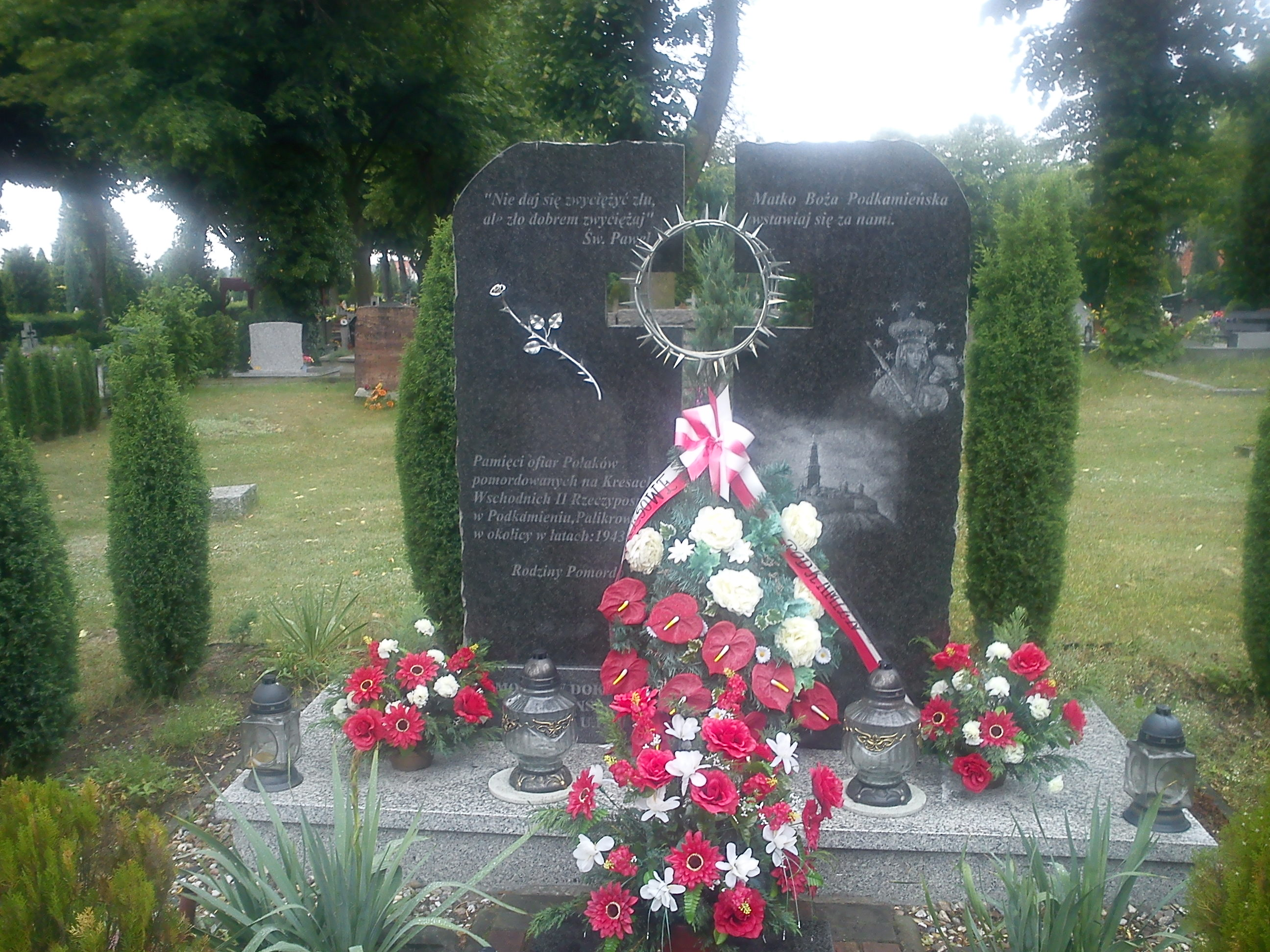
Пам'ятник жертвам ОУН-УПА у Волові (Польща)
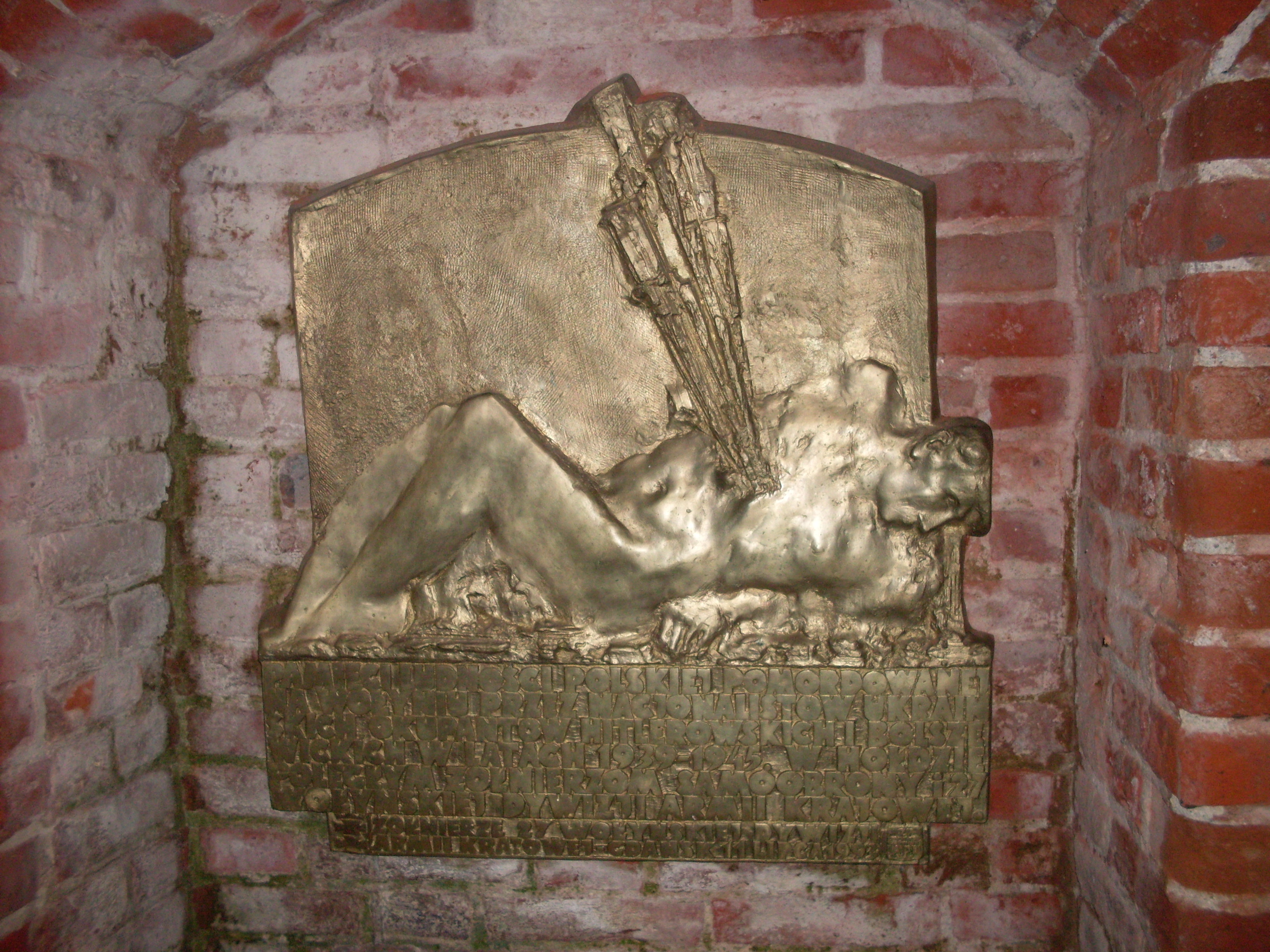
Меморіальна дошка жертвам Волинської Трагедії в церкві Святої Бригіди в Гданську
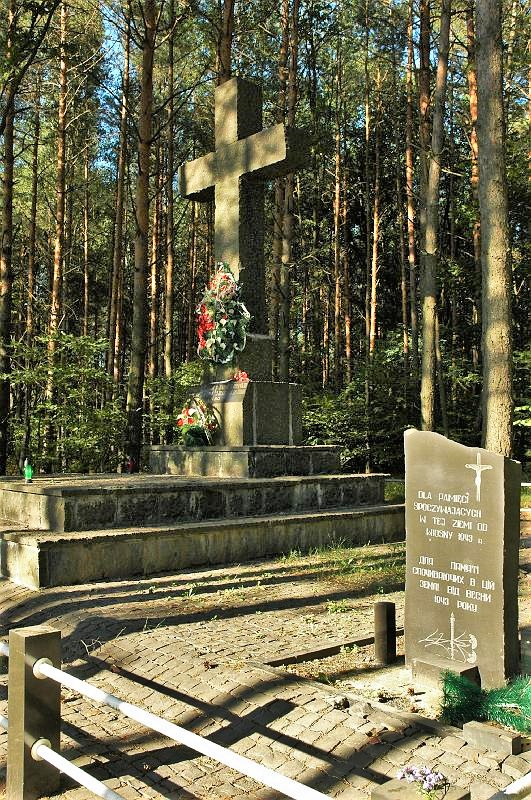
Пам'ятник загиблим жителям Янової Долини (нині с. Базальтове)
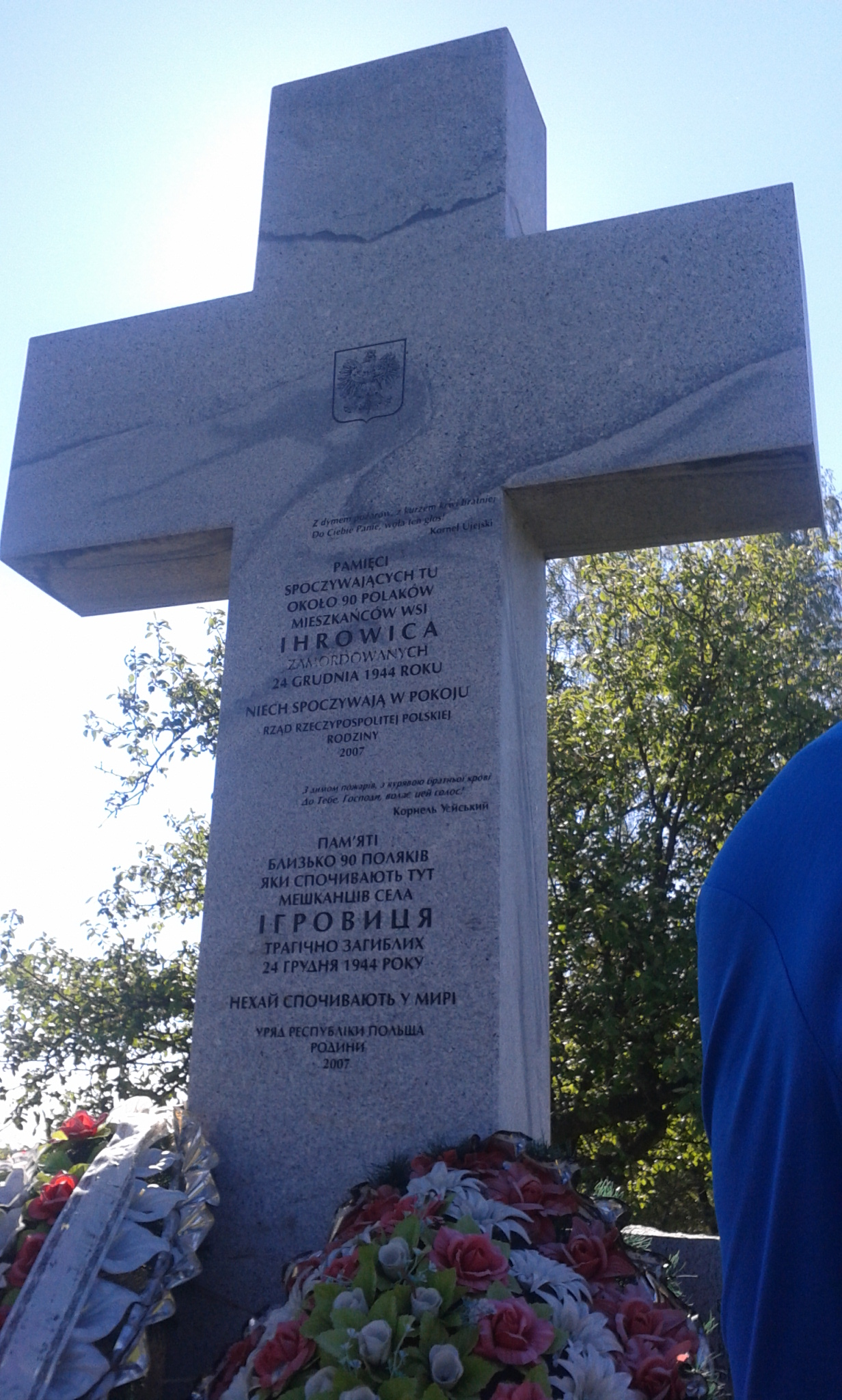
Меморіал жертв УПА в Ігровиці
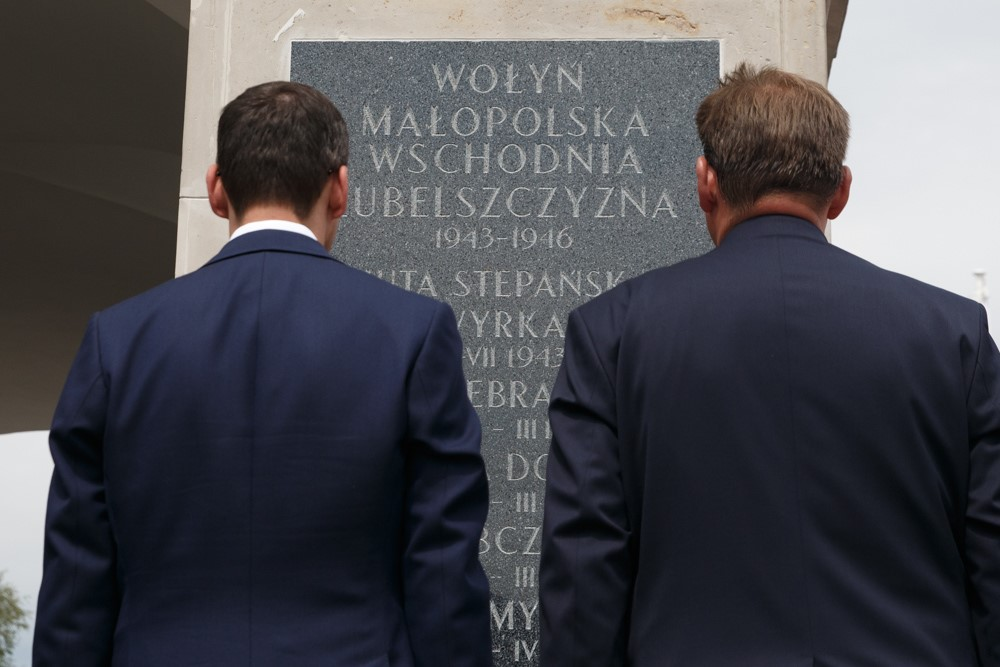
Прем'єр-міністр Польщі Матеуш Моравецький (ліворуч) на Національному дні пам'яті 2018 року у Варшаві

## Дослідження
- Проєкт УКУ «Жертви українсько-польського протистояння 1939—1947 років»[190][191][192] Підсумкова конференція: «Жертви польсько-українського протистояння 1939—1947рр»